# Storkälen
Storkälen este o arie protejată (arie specială de conservare — SAC, sit de importanță comunitară — SCI) din Suedia întinsă pe o suprafață de 92,2 ha, integral pe uscat.

## Localizare
Centrul sitului Storkälen este situat la coordonatele 63°15′40″N 16°38′46″E / 63.261°N 16.6462°E.

## Înființare
Situl Storkälen a fost declarat sit de importanță comunitară în iunie 1996 pentru a proteja 3 specii de plante și 1 specie de animale. Situl a fost protejat și ca arie specială de conservare în martie 2011.

## Biodiversitate
Situată în ecoregiunea boreală, aria protejată conține 3 habitate naturale: Taiga vestică, Mlaștini împădurite, Mlaștini alcaline.
La baza desemnării sitului se află mai multe specii protejate:
- plante (3): Cinna latifolia, papucul doamnei (Cypripedium calceolus), ochii-șoricelului (Saxifraga hirculus)
- nevertebrate (1): Vertigo geyeri